# Maxime Godart
Maxime Godart (născut la 2 octombrie 1999 la Compiègne), este un tânăr actor francez, cunoscut pentru rolul principal al filmului Le Petit Nicolas din 2009.

## Biografie
Maxime Godart începe să ia cursuri de actorie la centrul cultural de la Noyon, la vârsta de opt ani, urmând ca apoi să treacă la piese diverse.
După aceea, el s-a prezentat la castingul filmului Le Petit Nicolas, după ce vede anunțul pe internet. Echipa tehnică este încântată, dar regizorul, Laurent Tirard, preferă un alt băiat și îi spune acestuia că se mai gândește dacă să-i dea rolul principal (a Micului Nicolas).
În același an, 2009, Julien Rambaldi îi acordă un rol secundar în filmul Les Meilleurs Amis du monde.
În 2010, Maxime Godart a fost chemat la emisiunea de divertisment Le Grand Restaurant, de Pierre Palmade.

## Filmografie

### Ca actor
- 2009: Le Petit Nicolas: personajul principal Nicolas
- 2009: Les Meilleurs Amis du monde: Bruce

### Televiziune
- 2010: Le Grand restaurant: Charles